# Husajn Sultani
Husajn Sultani (arab. ‏حسين سلطاني‎, ur. 27 grudnia 1972 w Thénii, zm. 1 marca 2002 w Marsylii) – algierski bokser, kategorii piórkowej i lekkiej.

## Mistrzostwa świata
W 1991 roku na mistrzostwach świata w Sydney zdobył brązowy medal.

## Igrzyska olimpijskie
W 1992 roku na letnich igrzyskach olimpijskich w Barcelonie zdobył brązowy medal. W 1996 roku letnich igrzyskach olimpijskich w Atlancie zdobył złoty medal.

## Inne osiągnięcia
W 1991 został mistrzem igrzysk afrykańskich, natomiast w 1993 roku wywalczył srebrny medal igrzysk śródziemnomorskich.